# أوكسانا بايل
أوكسانا بايل (مواليد 16 نوفمبر 1977) هي لاعبة تزلج فني على الجليد معتزلة أوكرانية، حصلت على الميدالية الذهبية في منافسات فردي السيدات في الألعاب الأولمبية الشتوية 1994.